# 마이클 누리
마이클 누리(Michael Nouri, 1945년 12월 9일 ~ )는 미국의 배우이다. 《히든》(1987)으로 1988년 제15회 새턴상 남우주연상 후보에 올랐다.

## 출연 작품

### 영화
- 플래시댄스 (1983)
- 히든 (1987)
- 최후의 승자 (1990)
- 캡틴 아메리카 (1990)
- 살인 추적 (1992)
- 아메리칸 신디케이트 (1993)
- LA 커넥션 (1995)
- 파인딩 포레스터 (2000)
- 61* (2001)
- 터미널 (2004)
- 라스트 홀리데이 (2006)
- 인빈서블 (2006)
- 프로포즈 (2009)
- 초콜렛 도넛 (2012)
- 스퀴즈 (2015)
- 우먼 워크스 어헤드 (2017)

### 텔레비전
- 로앤오더 (1997)
- 성범죄수사대: SVU (1999)
- 천사의 손길 (2000-03)
- 더 디스트릭트 (2003)
- 뉴욕 특수수사대 (2003-07)
- 더 프랙티스 (2004)
- 웨스트 윙 (2004)
- 콜드 케이스 (2004)
- 메디컬 인베스티게이션 (2004)
- 더 영 앤 더 레스트리스 (2004)
- 스타 트렉: 엔터프라이즈 (2004)
- The O.C. (2004-07)
- CSI: 뉴욕 (2006)
- 브라더스 & 시스터스 (2007)
- 위드아웃 어 트레이스 (2007)
- 대미지 (2007-11)
- NCIS (2008-13)
- 아미 와이브즈 (2009-10)
- 레전드 오브 시커 (2010)
- 올 마이 칠드런 (2010-11)
- 하우스 (2011)
- 바디 오브 프루프 (2013)
- 메이저 크라임 (2013)
- 디 엑시즈 (2014)
- 그리고 파티는 끝났다 (2015)
- 시카고 PD (2015)
- 블루 블러드 (2016)
- 맨헌트: 유나바머 (2017)
- 잔니 베르사체의 죽음: 아메리칸 크라임 스토리 (2018)
- 옐로우스톤 (2018-20)
- NCIS: 뉴올리언스 (2019)
- 하와이 파이브-0 (2020)
- 어둠 속의 감시자 (2022)